# Salvador Meliá
Salvador Meliá Mangriñán (ur. 1 kwietnia 1977 w Vall de Uxó) – hiszpański kolarz torowy, dwukrotny medalista mistrzostw świata.

## Kariera
Pierwszy sukces w karierze Salvador Meliá osiągnął w 1999 roku, kiedy zajął trzecie miejsce w zawodach Pucharu Świata w Meksyku w sprincie drużynowym. Na rozgrywanych rok później igrzyskach olimpijskich w Sydney w tej samej konkurencji był dziewiąty. Pierwszy medal zdobył na mistrzostwach świata w Manchesterze w 2000 roku, gdzie wspólnie z José Antonio Villanuevą i José Antonio Escuredo wywalczył brąz w sprincie drużynowym. Na igrzyskach w Atenach w 2004 roku był siódmy w tej konkurencji, a na mistrzostwach świata w Melbourne razem z Villanuevą i Escuredo w sprincie drużynowym zdobył tym razem srebrny medal. Meliá jest także wielokrotnym medalistą mistrzostw kraju, w tym w 2005 roku był najlepszy w wyścigu na 1 km.